# Cercle d'outre-Manche
Créé en 2004, le Cercle d'outre-Manche (CoM) est un think-tank rassemblant des dirigeants français de groupes internationaux opérant au Royaume-Uni et en France. Ce groupe de réflexion utilise le benchmarking (en français, étalonnage) comme outil de réforme des politiques publiques en mettant en avant les meilleures pratiques des deux pays. Le CoM fait des propositions pour moderniser les politiques publiques en France. Un grand nombre de réformes engagées ont été directement inspirées par ces propositions. Le Cercle d'outre-Manche est également devenu un observatoire économique du Brexit depuis 2018.

## Cofondateurs et présidents
- Pascal Boris, directeur général de BNP Paribas UK (1999-2007), président (2001-2007), puis président d'honneur de la Chambre de commerce française de Grande-Bretagne

- Arnaud Vaissié, président-directeur général d'International SOS et président de CCI France International

## Réformes proposées par le Cercle d'outre-Manche
Certaines des propositions faites par le Cercle d'outre-Manche ont fait l’objet de mesures gouvernementales :
- Rupture conventionnelle du contrat de travail (sur le modèle du droit du travail britannique)
- Incitation des particuliers à investir leur ISF dans les jeunes entreprises (sur le modèle de l’ «Enterprise Investment Scheme »)
- Mise en place des Pôles Emploi issus de la fusion ANPE/Unedic (sur le modèle du guichet unique des Jobcentres) 
- Mise en place d’une Commission consultative d’experts chargée de remettre chaque année à la Commission nationale de la négociation collective (CNNC) et au gouvernement un rapport sur les évolutions souhaitables du SMIC (sur le modèle de la « Low Pay Commission »)
- Autonomie des Universités (sur le modèle de gouvernance des Universités et des centres de recherche britanniques) 
- Promotion de l’immigration professionnelle et économique
- Promotion de l’économie numérique comme moteur de croissance et d’emplois

## Publications
- Observatoire du Brexit: sondage mené entre février et mars 2022, mars 2022.
- Observatoire du Brexit: sondage mené entre février et mars 2019, mars 2019.
- Hauts-de-France et Nord de l’Angleterre : comment passer du déclin au déclic ?, janvier 2019.
- Les 4 contributions majeures du Royaume-Uni à l’Union européenne qu’il conviendra de préserver et de continuer à porter après le Brexit. Un rôle à jouer pour la France ?, juin 2018.
- Modernisation de l’économie française : 3 réformes indispensables, décembre 2017.
- Start-up c’est bien, Scale-up c’est mieux : France vs Royaume-Uni, 8 mesures prioritaires pour faire décoller nos start-ups, juin 2016.
- Le numérique, infrastructure du XXIe siècle : la France rêve d’équipements, le Royaume-Uni pense applications, décembre 2015.
- La France et le Royaume-Uni face à la crise (2008-2014): deux approches de la gestion de la crise et leurs conséquences sur la croissance et l'emploi, septembre 2014.
- Immigration et travail: quelques bonnes pratiques à intégrer, mars 2013.
- Faire de la France une puissance numérique pour accélérer l’emploi et la croissance, novembre 2011.
- Premier emploi inaccessible, retraite précoce: six mesures pour changer la donne, janvier 2011.
- L'Université et la Recherche: moteurs de la création d'entreprise, avril 2009.
- 6 mois, 6 mesures pour que la France repasse devant le Royaume-Uni, juin 2007.
- My neighbour is rich, ou comment la France peut s'inspirer du réformisme permanent d'Albion pour accélérer son retour à l'emploi et à la croissance, octobre 2006.
- Sous-emploi français, plein-emploi britannique, un paradoxe bien peu cordial, novembre 2004.